# Odznaka honorowa „Zasłużony Pracownik Morza”
Odznaka honorowa „Zasłużony Pracownik Morza” – polskie resortowe odznaczenie w formie odznaki honorowej będącej zaszczytnym, honorowym wyróżnieniem zawodowym, nadawanym pracownikom gospodarki morskiej i administracji morskiej oraz innym osobom, które przyczyniły się do osiągnięć i rozwoju gospodarki morskiej. Jest jednostopniowa i nadawana jednokrotnie.

## Historia
Odznaka honorowa „Zasłużony Pracownik Morza” została po raz pierwszy ustanowiona uchwałą Nr 488 Prezydium Rządu z 18 czerwca 1955 jako odznaka trzystopniowa: brązowa, srebrna i złota. Uchwała ta określała szczegółowe kryteria jej przyznawania, m.in. przekraczanie systematycznie zadań produkcyjnych i przyczynianie się do przedterminowego wykonania planu. Odznakę nadawał Minister Żeglugi. Uchwała ta obowiązywała do 11 maja 1996, kiedy została uchylona.
W obecnej formie, jako odznaka jednostopniowa, została ustanowiona rozporządzeniem Rady Ministrów z dnia 22 września 1997, a następnie nieco zmienionym obecnie obowiązującym rozporządzeniem z 22 listopada 2000.
Odznakę nadaje minister właściwy do spraw gospodarki morskiej z własnej inicjatywy lub na wniosek: kierownika jednostki organizacyjnej nadzorowanej lub bezpośrednio podległej ministrowi właściwemu do spraw gospodarki morskiej, ministra, kierownika urzędu centralnego, wojewody lub marszałka województwa.

## Opis odznaki
W okresie 1955–1956 odznakę stanowiła stylizowana gwiazda pięciopromienna o średnicy 25 mm, wybita w brązie, srebrze lub pozłacana, z emaliowaną banderą Polskiej Marynarki Handlowej na tle kotwicy, wokół której umieszczony był napis „ZASŁUŻONY PRACOWNIK MORZA”.
Od czerwca 1956 do 1996, odznakę stanowiła kompozycja pięciu stylizowanych promieni. Pomiędzy promieniami znajdowały się trzy pola wypełnione emalią koloru błękitnego. Na środku nałożony jest owal, wokół którego umieszczony jest napis „ZASŁUŻONY PRACOWNIK MORZA”. Na dole w otoku umieszczone były dwie gałązki lauru. Środek owalu zapełnia kotwica na tle promieni, na którą nałożona jest bandera Polskiej Marynarki Handlowej z emalii w kolorze biało-czerwonym. Wymiar średnicy 25 mm.
Od 1997 odznaka ma kształt okrągłego medalu o średnicy 30 mm i jest wykonana z metalu w kolorze srebrnym. W środku na niebiesko emaliowanym tle jest umieszczona kotwica opleciona w dolnej części biało-czerwoną wstążką pokrytą emalią. Na tle kotwicy jest umieszczony napis „ZASŁUŻONY PRACOWNIK MORZA”.